# توان پولس
توان پولس (هلندی: Twan Poels؛ زادهٔ ۲۷ ژوئیهٔ ۱۹۶۳) دوچرخه‌سوار اهل هلند است.
از باشگاه‌هایی که در آن رکاب زده‌است می‌توان به تیم لوتوان‌ال–یومبو اشاره کرد.